# Alain Boghossian
Alain Boghossian (Digne-les-Bains, 1970. október 27. –) örmény–francia labdarúgó, jelenleg a francia labdarúgó-válogatott segédedzője.

## Pályafutása

### Klubcsapatokban
Pályafutását az Olympique Marseille csapatában kezdte. Kezdetben a tartalékcsapatban kapott helyet, majd egy évre az Istresbe igazolt. A marseille-iekhez 1993-ban tért vissza és egy év után ismét tovább állt. Ekkor azonban már bajnokságot is váltott és Olaszországba a Napolihoz szerződött, ahol három szezont húzott le. Ezután megfordult egy évre a Sampdorianal, mígnem 1998-ban a Parma együtteséhez került. Itt együtt játszott Lilian Thurammal és klubszinten pályafutása legsikeresebb időszaka volt ez. Megnyerte csapatával az 1999-es UEFA-kupát, az 1999-es olasz szuperkupát, míg az olasz kupát két alkalommal sikerült elhódítaniuk (1999, 2002).
Olaszországból sikeresen távozott 2002 nyarán és átette székhelyét Spanyolországba az Espanyolba. Azonban mindössze 5 meccsen lépett pályára bajnoki évadban, mivel egy makacs sérülés nehezítette a játékát. a bajnokság végezetével 2003 júniusában visszavonult az aktív játéktól.

### Válogatottban
A francia labdarúgó-válogatottban 1997-ben debütált. Tagja volt a hazai pályán rendezett 1998-as labdarúgó-világbajnokságon világbajnoki címet szerzett francia együttesnek. Ugyancsak részt vett a 2002-es labdarúgó-világbajnokságon. A nemzeti csapatban 1997 és 2002 között összesen 26 alkalommal lépett pályára és ezen találkozókon 2 gólt szerzett.

## Sikerei, díjai
- Olympique Marseille
  - Francia bajnokság
    - Győztes (3): 1990, 1991, 1992
- Parma
  - UEFA-kupa
    - Győztes (1): 1999

  - Olasz kupa
    - Győztes (2): 1998–99, 2001–02

  - Olasz szuperkupa
    - Aranyérmes (1): 1999

### Válogatott
- Franciaország
  - Világbajnokság
    - Győztes (1): 1998